# Lista siturilor arheologice din județul Brăila - T
Lista siturilor arheologice din județul Brăila - T conține toate siturile arheologice din județul Brăila înscrise în Repertoriul Arheologic Național (RAN) și aflate în localități al căror nume începe cu litera T. RAN este administrat de Ministerul Culturii și Patrimoniului Național și cuprinde date științifice, cartografice, topografice, imagini și planuri, precum și orice alte informații privitoare la zonele cu potențial arheologic, studiate sau nu, încă existente sau dispărute.
Puteți căuta un sit din localitățile care încep cu litera T folosind formularul de mai jos sau puteți naviga prin toate siturile din județ la Lista siturilor arheologice din județul Brăila.
| Cod RAN     | Denumire | Localitate                    | Adresă               | Datare     | Descoperit | Coordonate | Imagine           | Erori            |
| ----------- | --- | ----------------------------- | -------------------- | ---------- | ---------- | ---------- | ----------------- | ---------------- |
| 43402.02.01 | Tumulul de la Târlele Filiu - "Movila Târlele Filiu" / ansamblu anonim (Categorie: descoperire funerară) (Tip: Tumul) | sat Târlele Filiu, oraș Ianca | Movila Târlele Filiu |            |            |            | Încărcați imagine | Raportați eroare |
| 43402.01.01 | Tumulul de la Târlele Filiu - "Movila Cerbu" / ansamblu anonim (Categorie: descoperire funerară) (Tip: Tumul)         | sat Târlele Filiu, oraș Ianca | Movila Cerbu         |            |            |            | Încărcați imagine | Raportați eroare |
| 44211.01.01 | Tumulul de la Traian - "Movila Buca" / ansamblu anonim (Categorie: descoperire funerară) (Tip: Tumul)                 | sat Traian, comuna Traian     | Movila Buca          |            |            |            | Încărcați imagine | Raportați eroare |
| 44211.04.01 | Tumulul de la Traian - "Movila Armanul Vechi" / ansamblu anonim (Categorie: descoperire funerară) (Tip: Tumul)        | sat Traian, comuna Traian     | Movila Armanul Vechi |            |            |            | Încărcați imagine | Raportați eroare |
| 44211.03.01 | Tumulul de la Traian - "Movila Stoica" / ansamblu anonim (Categorie: descoperire funerară) (Tip: Tumul)               | sat Traian, comuna Traian     | Movila Stoica        |            |            |            | Încărcați imagine | Raportați eroare |
| 44211.02.01 | Tumulul de la Traian - "Movila Tăiată" / ansamblu anonim (Categorie: descoperire funerară) (Tip: Tumul)               | sat Traian, comuna Traian     | Movila Tăiată        |            |            |            | Încărcați imagine | Raportați eroare |
| 44319.09.01 | Tumulul de la Tufești - "Movila Doletul" / ansamblu anonim (Categorie: descoperire funerară) (Tip: Tumul)             | sat Tufești, comuna Tufești   | Movila Doletul       |            |            |            | Încărcați imagine | Raportați eroare |
| 44319.08.01 | Tumulul de la Tufești - "Movila Toli" / ansamblu anonim (Categorie: descoperire funerară) (Tip: Tumul)                | sat Tufești, comuna Tufești   | Movila Toli          |            |            |            | Încărcați imagine | Raportați eroare |
| 44319.07.01 | Tumulul de la Tufești - "Movila Bojescu" / ansamblu anonim (Categorie: descoperire funerară) (Tip: Tumul)             | sat Tufești, comuna Tufești   | Movila Bojescu       |            |            |            | Încărcați imagine | Raportați eroare |
| 44319.06.01 | Tumulul de la Tufești - "Movila Pălivan" / ansamblu anonim (Categorie: descoperire funerară) (Tip: Tumul)             | sat Tufești, comuna Tufești   | Movila Pălivan       |            |            |            | Încărcați imagine | Raportați eroare |
| 44319.05.01 | Tumulul de la Tufești - "Movila 15/23,082" / ansamblu anonim (Categorie: descoperire funerară) (Tip: Tumul)           | sat Tufești, comuna Tufești   | Movila 15/23,082     |            |            |            | Încărcați imagine | Raportați eroare |
| 44319.04.01 | Tumulul de la Tufești - "Movila 5/22,018" / ansamblu anonim (Categorie: descoperire funerară) (Tip: Tumul)            | sat Tufești, comuna Tufești   | Movila 5/22,018      |            |            |            | Încărcați imagine | Raportați eroare |
| 44319.03.01 | Tumulul de la Tufești - "Movila 6/22,344" / ansamblu anonim (Categorie: descoperire funerară) (Tip: Tumul)            | sat Tufești, comuna Tufești   | Movila 6/22,344      |            |            |            | Încărcați imagine | Raportați eroare |
| 44319.02.01 | Tumulul de la Tufești - "Movila Târga" / ansamblu anonim (Categorie: descoperire funerară) (Tip: Tumul)               | sat Tufești, comuna Tufești   | Movila Târga         |            |            |            | Încărcați imagine | Raportați eroare |
| 44319.01.01 | Tumulul de la Tufești - "Movila Toba" / ansamblu anonim (Categorie: descoperire funerară) (Tip: Tumul)                | sat Tufești, comuna Tufești   | Movila Toba          |            |            |            | Încărcați imagine | Raportați eroare |
| 43108.01    | Cruce de piatră la Tătaru (Categorie: structură de cult/religioasă) (Tip: cruce)                                      | sat Tătaru, comuna Dudești    |                      | sec. XVIII |            |            | Încărcați imagine | Raportați eroare |